# 耶律迪烈

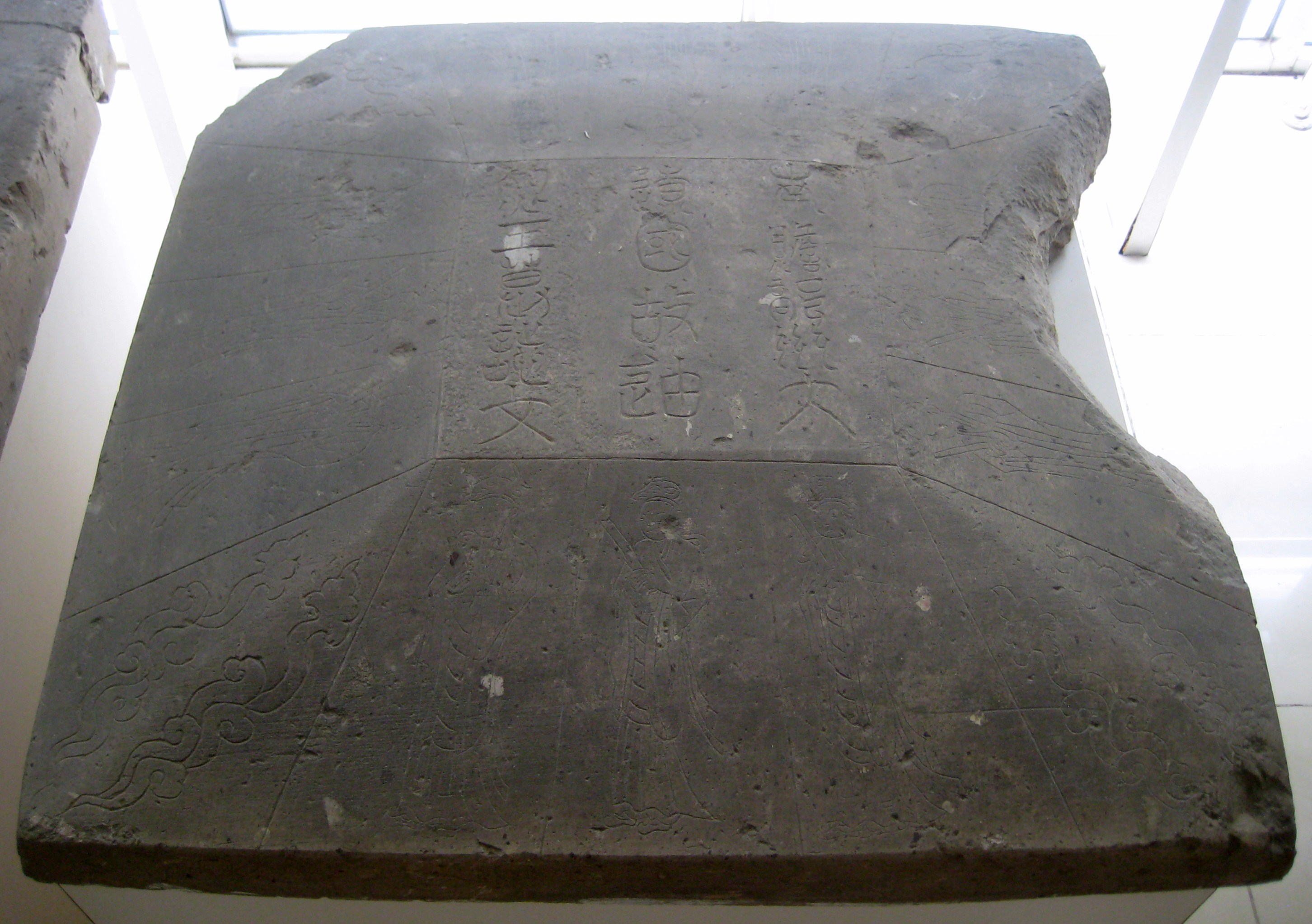
耶律迪烈墓志盖。为盝顶式，其上篆书阴刻汉字 “南瞻部洲大辽国故迪烈王墓誌文” 。现藏北京辽金城垣博物馆。

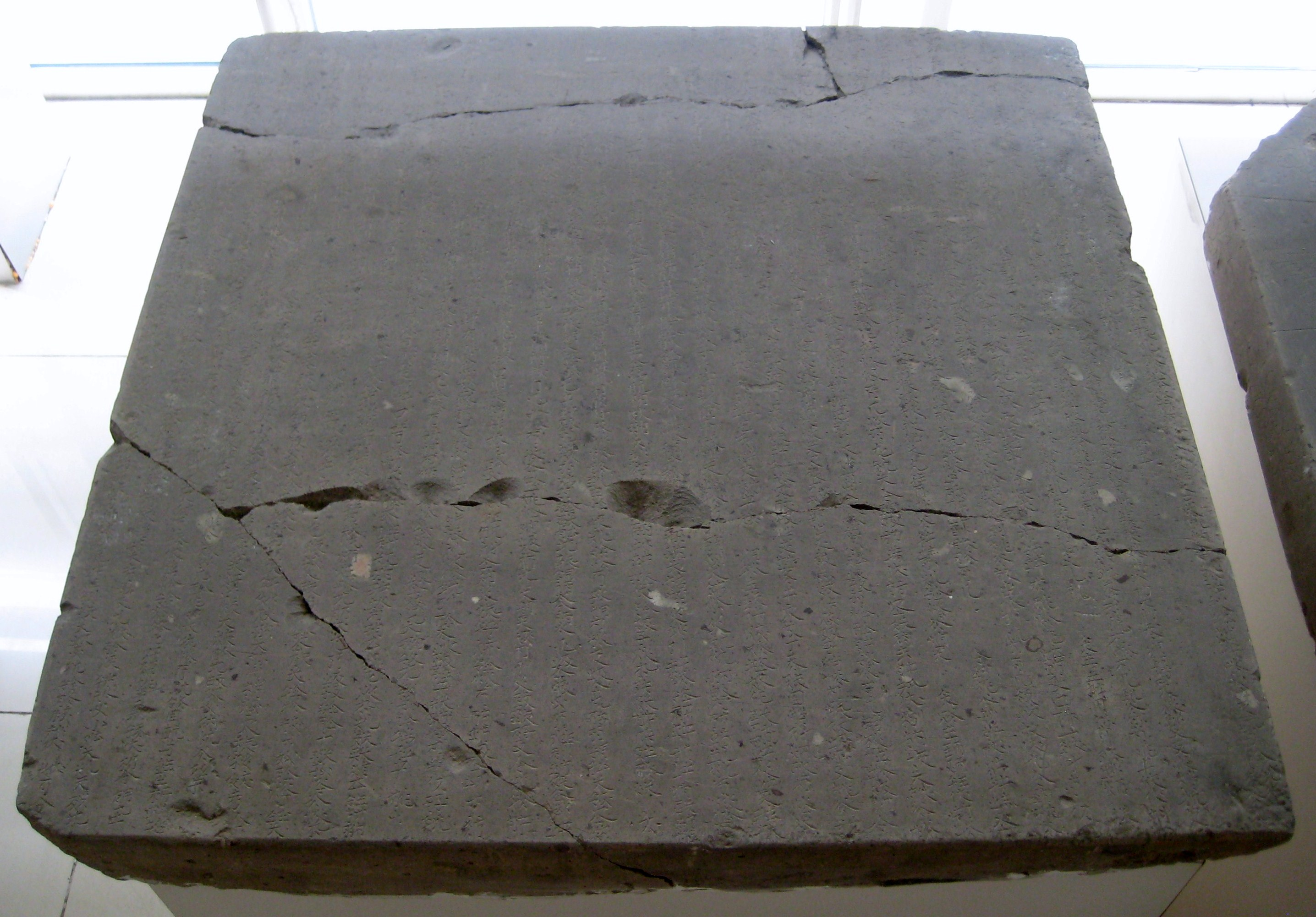
耶律迪烈墓志石。刻契丹小字。现藏北京辽金城垣博物馆。

耶律迪烈（1026年—1092年）或作耶律敵烈，字撒懒，辽朝宗室，为耶律吼五世孙。

## 生平
好学問，工于文章。重熙末年，補任牌印郎君、兼知起居注。清寧元年（1055年），同知永州事，镇压反乱有功，转任北面林牙承旨。清寧九年（1063年），耶律重元之乱，他参与平定叛乱，因功遥领臨海軍節度使。清寧十年（1064年），转任武安州观察使。咸雍五年（1069年），累進長寧宮使。管理户部司乾州钱帛負債，確立出納方法，官民双方都称便益。太康四年（1078年），任南院大王。任期结束，部民要求留任，为同知南京留守事。生病后，皇帝命他乘车赴大内，由太医诊治。后迁为上京留守。
太安年間，转任塌母城節度使、乙室大王、知西北路招讨使事。因病致仕，加官兼侍中，賜一品俸給。
大安八年（1092年）正月廿三日去世，享年67岁。
耶律迪烈墓志铭出土时间和地点不详，1997年由北京市文物公司捐赠，收藏在北京辽金城垣博物馆。墓志更详细地介绍了他的生平，并称耶律迪烈娶3妻，育有8个孩子。
2012年，巴林左旗契丹博物馆新征集一合辽代汉文墓志，即“大契丹南宰相萧德顺别婿墓志铭并序”，为辽南宰相萧德顺的别婿（夫人）耶律氏的墓志铭。其中记录了耶律迪烈所在耶律氏一系的人物。

## 家庭
- 祖父：耶律阿保机，即辽太祖。
- 父：耶律坤宁，耶律阿保机第四子。偏出自宫女萧氏。有三子。
- 二弟：耶律室鲁
- 三弟：耶律奚底。曾任右夷离毕，北院大王。
- 子：耶律留宁。曾任枢密副使，检校太师，忠谋翊霸功臣。《顺志》记其为“枢密太师”。
- 子或侄子：耶律盆奴。耶律坤宁之孙。乌古部详稳，迁北院大王。
- 孙女：耶律氏，耶律留宁长女。漆水郡夫人，谥号别婿。适南宰相萧德顺。
  - 孙女婿：萧德顺[4][5]